# Nembrothinae
Nembrothinae is een onderfamilie van weekdieren uit de klasse van de Gastropoda (slakken).

## Geslachten
- Martadoris Willan & Chang, 2017
- Nembrotha Bergh, 1877
- Roboastra Bergh, 1877
- Tambja Burn, 1962
- Tyrannodoris Willan & Y.-W. Chang, 2017